# Ligeia
Ligeia és un relat curt escrit per Edgar Allan Poe. Es publicà per primera vegada el 18 de setembre de 1838 en una edició de la revista American Museum, i l'editaren dos amics de Poe, els doctors N. C. Brooks i J. I. Snodgrass. La revista pagà a Poe deu dòlars per Ligeia i un altre conte, La narració d'Arthur Gordon Pym (The Narrative of Arthur Gordon Pym).

## Argument
El narrador, el marit de Ligeia, descriu les seues qualitats: una dona bella, apassionada i intel·lectual de cabell negre i ulls foscs, que conegué en "una vella i ruïnosa ciutat propera al Rin". Es casen, però després d'uns anys, Ligeia mor; el marit, desconsolat, es muda a Anglaterra, on compra i reforma una abadia. Aviat, entra en un matrimoni sense amor amb "Lady Rowena Trevanion de Tremaine, de cabells rossos i ulls blaus".
En el segon matrimoni, Rowena comença a sofrir febre i ansietat. Una nit, quan està a punt de desmaiar-se, el narrador li ompli un got de vi. Drogat per l'opi, veu (o creu veure) gotes d'un "líquid brillant color robí" caure al got. La seua condició empitjora ràpidament, i uns dies després mor i el seu cos és embolcallat per enterrar-lo.
Mentre el protagonista fa vetla a la nit, escolta un murmuri que prové del llit del mort. En detenir-se a escoltar, no detecta cap soroll, però més tard torna a escoltar-lo, més fort. S'acosta al jaç i veu color en les galtes, front i parpelles de lady Rowena. Aquesta mostra senyals de recuperació, però torna a caure en una mort aparent. Mentre ell intenta revifar-la, la seua reanimació es fa progressivament més forta, però també les recaigudes. Quan clareja, el marit està assegut i emocionalment exhaust per la lluita de la nit; el cos aparentment mort es mou amb tal energia que no s'ho acaba de creure i comença a preguntar-se si aquest cos és realment de la seua esposa lady Rowena Trevanion de Tremaine. Desesperat, es llança als peus de l'esposa, i aquesta s'estremeix amb el contacte, li cauen les benes i se li veuen uns cabells negres "com l'ala del corb en la nit". Ella obri els ulls, "mai podré equivocar-me, doncs, que aquests són els foscs, els bells ulls de lady... de lady Ligeia!".

## Anàlisi

### Temes principals
- Mort d'una dona bella (Com en Berenice, La caiguda de la casa Usher, Eleonora i Morella)
- Resurrecció (La caiguda de la casa Usher, Morella, El gat negre)
- Abús de substàncies (El gat negre i Ligelia)

### Al·lusions
- Ashtophet: es deu referir a Aixera, dea feniciocananea de la fertilitat.
- Azrael: A l'Orient Mitjà, és un àngel que separa l'ànima del cos en el moment de la mort.
- Delos: illa grega on Leto donà a llum els déus Apol·lo i Àrtemis.
- Hurís: verges en el paradís islàmic que esperen els creients del Janah. Són descrites com dones d'ulls negres.
- Lady Rowena: Aquesta pot ser una referència a l'heroïna de la novel·la Ivanhoe de sir Walter Scott. Després d'alguns desafiaments, lady Rowena i Ivanhoe es casen al final de la novel·la.
- Ligeia: És el nom d'una sirena en la mitologia grega.
- Nourjahad: És el personatge principal de la Història de Nourjahad de Frances Sheridan. Quan Nourjahad desitja la immortalitat, el persa Schemzeddin usa drogues per fer-li creure que viurà per sempre.

## En el cinema
- La tomba de Ligeia, 1964, dirigida per Roger Corman i protagonitzada per Vincent Price.
- Ligeia, 2009, dirigida per Michael Staininger i protagonitzada per Wes Bentley (narrador), Kaitlin Doubleday (Rowena) i Sofya Skya (Ligeia).